# Barata de primavera
Barata de primavera es una telenovela mexicana producida por Valentín Pimstein para Televisa en 1975. Basada en una historia original de Marissa Garrido, fue protagonizada por Jacqueline Andere y Enrique Lizalde, además contó con las participaciones antagónicas de Lorenzo de Rodas, Verónica Castro y Saby Kamalich. La telenovela tuvo tanto éxito que se le añadió una segunda parte a la trama original contando ahora como protagonistas a Maricruz Olivier y Joaquín Cordero. 

## Sinopsis
El escenario de la telenovela es el almacén "La Primavera" del cual es dueño Arturo de la Lama, quien está casado con una mala mujer, Adriana. Mientras, Leticia Reyes es una humilde joven que vive con su madre Angélica y trabaja como vendedora en el almacén. Leticia descubre que Arturo es su padre, al que nunca conoció. Cuando Arturo se dispone a reconocerla cae en coma a causa de un infarto provocado por Adriana. Eduardo es el administrador del almacén y exesposo de Adriana, e hijo de Javier, un hombre mediocre y amargado que todavía no supera que su esposa Laura Palmer una famosa actriz lo abandonara. Leticia y Eduardo se enamoran y se casan, pero Javier les dice que deben disolver el matrimonio ya que Eduardo no es su verdadero hijo sino de Arturo. Aquí aparece Karina otra vendedora de la tienda, joven y hermosa pero muy ambiciosa que busca conquistar a Eduardo como sea. Sin embargo, fallece trágicamente al igual que los coludidos Adriana y Javier, no sin antes confesarles a Eduardo y Leticia que ellos no son hermanos. Ahora, sin dudas ni obstáculos, Leticia y Eduardo por fin pueden ser felices.

## Elenco
- Jacqueline Andere - Leticia Reyes
- Enrique Lizalde - Eduardo Lozano
- Verónica Castro - Karina Labrada
- Saby Kamalich -  Adriana de la Lama
- Tony Carbajal - Arturo de la Lama
- Lorenzo de Rodas - Javier Lozano
- Carmen Salas - Angélica
- María Teresa Rivas - Laura Palmer
- Maricruz Olivier - Marcela Grey
- Joaquín Cordero - Alberto Neri
- Javier Marc - Enrique
- Lupita Lara - Gabriela Cortés
- Mario Sauret - José
- Héctor Gómez - Nacho
- Guillermo Murray - Gustavo Silva
- Carlos Piñar - Héctor Lomelí
- Connie de la Mora - Diana
- Juan Antonio Edwards - Carlos
- Cristina Moreno - Vanessa
- Miguel Córcega - Luis Guzmán
- Alicia Montoya - Nana Licha
- Rocío Banquells - Patricia
- Silvia Caos - Elsa Cortés
- Jorge Ortiz de Pinedo - Roberto
- Julio Monterde - Gonzalo Alcocer
- Aurora Molina - Graciela
- Aldo Monti - Fernando Meraz
- Miguel Maciá - Germán de la Lama
- Otto Sirgo - Antonio
- Alma Delfina - Marisa
- Silvia Suárez - Beatriz
- Sonia Esquivel - Marisa
- Carlos Monden
- Mary Carmen Martínez
- Claudio Obregón - Rafael Labrada
- Luz Adriana - Martha
- Federico Falcón
- Renata Flores
- Martha Vázquez - Leticia (niña)
- Aurora Cortés - Ramona
- Salvador Julián - Armando
- Rosita Bouchot
- Nerina Ferrer
- Jorge Waring  - Jorge
- Javier Ruán - Gerardo